# Back in Time (film)
Back in Time è un documentario del 2015 diretto da Jason Aron e incentrato sulla produzione, il successo e l'eredità della trilogia Ritorno al futuro.

## Trama
Il film si concentra soprattutto sulla storia e l'impatto culturale dei film, avvalendosi delle interviste di membri del cast e della troupe come Michael J. Fox, Christopher Lloyd, Lea Thompson, Donald Fullilove, Claudia Wells, Robert Zemeckis, Bob Gale, Steven Spielberg, Huey Lewis, Alan Silvestri e dei fan dei film come Dan Harmon, ideatore della serie animata Rick and Morty, e Frank Price, ex presidente della Columbia Pictures. Inoltre, viene trattata anche l'importanza e la storia della DeLorean DMC-12 e dell'hoverboard, e l'esperienza della troupe durante la pre e post produzione dei tre film.

## Produzione
Jason Aron, fan dei film, diede vita al progetto tramite il crowdfunding su Kickstarter il 26 giugno 2013, raccogliendo oltre 45.000 dollari.

### Riprese
Le riprese si sono svolte per due anni negli Stati Uniti d'America, Londra e Inghilterra durante una fan convention.

## Distribuzione
Il film è stato distribuito online il 21 ottobre 2015 e su Netflix.

## Accoglienza
Il film ha un indice di gradimento del 46% su Rotten Tomatoes, basato su 1.041 recensioni degli utenti, mentre IMDb dà al film un punteggio 6.3/10 basato su 898 recensioni. Gregory Weinkauf di HuffPost ha scritto che il documentario "arriva al cuore del fenomeno Back to the Future , dimostrando la piacevolezza con cui il franchise esplora affettuosamente", definendolo "un delizioso ritorno a, e l'aggiornamento di, una storia amata". Secondo Logan J. Fowler di Web Pop-Break mentre il segmento del film sulla scienza della tecnologia hover non "sembra gelificare con il resto del documentario", esso è "ben fatto e fantastico guarda indietro al film che ha cambiato così tante vite nel passato e continuerà a farlo anche in futuro".